# Chapeau Claque (Hut)

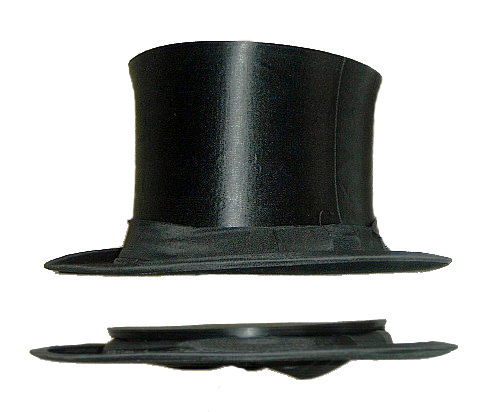
Chapeau Claque (unten ein-, oben ausgeklappt)

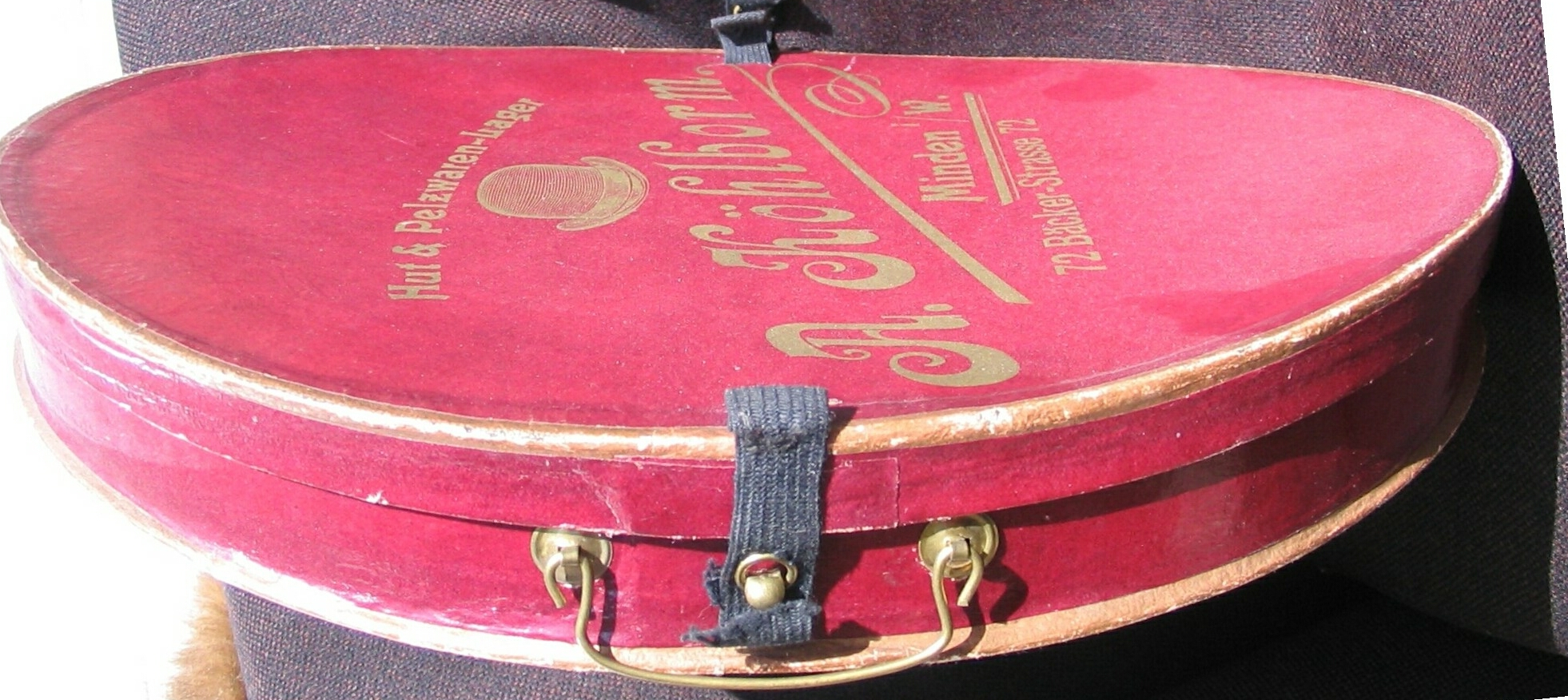
Alter Chapeau-Claque-Hutkarton

Der Klappzylinder oder Chapeau Claque (französisch chapeau = Hut, claque = Klaps; eigentlich Chapeau à claque; auch Klapphut oder Faltzylinder) ist ein klassischer zylinderförmiger Hut, der zusammengeklappt werden kann.

## Geschichte
Der Chapeau Claque wurde Mitte der 1830er Jahre von dem Pariser Hutmacher Gibus erfunden. Die Konstruktion sowie die Benutzung des auch Gibus genannten Hutes wurde wie folgt beschrieben:

„Der Apparat besteht aus zwei Reifen, und an diesen sind vier stählerne Stäbchen von ungleicher Länge angebracht, welche in der Mitte mit Charnieren so gegliedert sind, daß die Stäbchen gegen das Innere der Reifen zu gebogen sind. Einer dieser Reifen ist an den inneren und oberen Rand des Hutes genäht; der andere hingegen an den unteren Rand, welcher sich der Form des Kopfes anfügt. In diesem Zustande ist der Hut nieder oder platt gedrückt, so daß er einen zwölf Mal kleineren Raum einnimmt als in geöffnetem Zustande. Innen in dem Hute ist ein bewegliches Hutfutter mit einem in der Runde herumlaufenden Eisendrahte, an welchem sich vier den Stahlstäbchen entsprechenden Falzen befinden, angebracht. Will man den Hut öffnen, so hält man ihn mit der linken Hand bei der Krempe gegen sich, und treibt das Futter mit den fünf Fingern der rechten Hand auf eine etwas regelmäßige Weise hinein, bis der in der Runde herumlaufende Eisendraht über die Charniergelenke hinaus gelangt ist, und bis sämmtliche Stahlstäbchen ausgestrekt, und wie die Stäbchen eines Regenschirmes ausgespannt sind. Der Filz oder der Plüsch wird solcher Maßen ausgespannt, so daß der Hut seine gewöhnliche Form bekommt, ohne daß man von außen bemerkt, auf welche Weise dieß geschehen. Um den Hut wieder zusammenzulegen, braucht man nur mit dem Daumen auf zwei der Stäbchen zu drüken, den runden Draht austreten zu machen, und das bewegliche Unterfutter gegen sich anzuziehen.“

Der Vorteil der Konstruktion lag primär in dem auf ein Zwölftel reduzierten Platzbedarf beim Versand bzw. auf Reisen. Außerdem ging man von einer besseren Luftdurchlässigkeit aus, „so daß sich die Ausdünstung des Kopfes nicht so sehr im Hut ansammelt“. Gibus entwickelte auch eine modifizierte Version des Klappmechanismus, die sich für Tschakos eignete.

## Grundsätzliches
Der Chapeau Claque wird in der Regel zum Frack oder Cutaway getragen. Dabei ist die klassische Farbe des Hutes schwarz, es finden sich aber auch Ausführungen in anderen Farben.
Der Vorteil dieses Zylinders ist, dass er, wenn er nicht mehr benötigt wird, platzsparend verwahrt werden kann. Außerdem lässt er sich im zusammengeklappten Zustand risikoärmer für die empfindliche Satinhaut verstauen oder transportieren.

## Herstellung
Bei der Herstellung wird für die Krempe eine Platte aus Schellack verwendet, die beidseitig mit Satin beklebt wird. In einem separaten Arbeitsgang wird das Kopfteil gefüttert und ebenfalls mit Satin bespannt. Im Anschluss daran werden Krempe und Kopfteil miteinander vernäht.
Der Klappmechanismus wird über ein spezielles Drahtgestell realisiert, das an jeder Seite des Chapeau Claque in das Kopfteil eingearbeitet ist. Das Gestell steht unter Spannung. Wenn die Hutkrempe beispielsweise auf die Handfläche geschlagen wird, springt der Zylinder automatisch und vollständig auf.
Fälschlicherweise wird oft von einer Bespannung mit Seide ausgegangen; diese eignet sich aber für Klappzylinder wegen ihrer Empfindlichkeit nicht. Satin ist gegenüber Witterungseinflüssen und dem Klappmechanismus deutlich widerstandsfähiger.

## Produzenten
Aufgrund der geringen Nachfrage wird der Klappzylinder heute weltweit nur noch von wenigen Unternehmen hergestellt. Eines von ihnen ist der Produzent Aleisa aus dem südbadischen Herbolzheim. Er stellt in Handarbeit rund 1500 Stück pro Jahr her.

## Verwendung
Man sieht den Chapeau Claque meist noch auf der Bühne in Musikrevuen oder bei Zauberveranstaltungen. Ebenfalls wird er heutzutage zeitweise noch bei Hochzeiten, auf Beerdigungen, bei Drehorgelspielern, Veranstaltungen von Schornsteinfegerinnungen und weiteren als besonders feierlich eingestuften Anlässen getragen.